# ウィン・リゾーツ
ウィン・リゾーツ・リミテッド（英: Wynn Resorts Limited、NASDAQ: WYNN）は、2002年に設立されたネバダ州パラダイスに本社を置く統合型リゾートの上場企業である。
2018年時点の同社は4つのリゾートを運営していた。同社は、世界の独立系ホテル企業としては最多の5つ星をフォーブス・トラベルガイドで獲得しているCEOはマット・マドックス（Matt Maddox）。

## 歴史
スティーブ・ウィンはミラージュやその前身となる会社を1973年から運営した後、2000年にミラージュリゾートをMGMグランドに売却することに合意した。ウィンは同年にその次の合弁事業の基礎を作り上げ、2億7千万ドルでデザート・インを買収した。
ウィンは、ユニバーサルエンターテイメントの日本人億万長者である岡田和生と早期にパートナーになった。そしてユニバーサルの子会社である Aruze USAと共に、ウィンはユニバーサルエンターテイメントの半分近くの株式を支配した。このことにより、ミラージュの時のように、ウィンの多額支出への措置として外部の投資家が会社をコントロールすることが困難になった。
2002年、ウィンは同社を公開し、その発展を監督させるために、投資銀行家であるロナルド・クレイマーを社長兼取締役として就任させた。
2002年10月25日、ウィン・リゾーツはNASDAQで新規株式公開を行なった。
2005年4月28日、同社は最初のプロジェクトであるウィン・ラスベガスをオープンした。
2004年6月28日には中華人民共和国マカオ特別行政区で第二のプロジェクトであるウィン・マカオが着工され、2006年9月5日にオープンした。
ウィン・ラスベガスの一周年記念である2006年4月28日には、ウィン・ラスベガスを拡張する形でアンコールをオープンした。
2010年4月21日、ウィン・マカオにおいて、アンコールがオープンした。
ウィンはコタイ地区に52エーカー (21 ha)の土地を購入し、2016年3月25日にウィン・パレスのオープンを予定した建設が2013年に開始されたが、全体的な建設の遅延により最終的なオープンは2016年8月22日であった
2012年2月には、フィリピンのPAGCORシティ開発の一環として当社のカジノをオープンする計画が持ち上がった。しかしフィリピンのゲーム産業の腐敗を理由とし断念する。 ウィン・リゾーツの株式保有者であり取締役員の一人である岡田和生は、単独で計画を実行することを決断するが、これが元となりウィン・リゾーツとのパートナーシップは破綻した。
この一連の出来事は相互に腐敗を告発する公開争議に発展した。ウィンと他の役員は、ウィン・ラスベガスのラグジュアリースイートでの無料宿泊を含む11万ドル以上の恩恵を、フィリピンのゲーム規制当局に賄賂として渡したとして岡田を告発。一方の岡田は、ウィン・リゾーツの1億3500万ドルに及ぶマカオ大学への寄付金の妥当性に疑問を呈した。最終的に岡田は2011年10月に副会長を辞任し、同年の2月にFreeh Group International Solutionsの調査の結果、岡田に対する告発が確定される。その結果としてウィン・リゾーツの役員会はAruze USAに30%近くの割引値でウィン・リゾーツの株式を売り戻すことを強制した。Aruze USAは19.7%の株式を保有する最大の株主であった。
2014年9月17日マサチューセッツ州ゲーム委員会は、16億ドルをかけたカジノをボストンの北に位置するエバレット市に設置するという、ウィン・リゾーツの提案を承認した。
2016年12月14日、スティーブ・ウィンは、この夏までに、所有しているウィン・ラスベガスの4,748の客室すべてに Alexa （アレクサ）システム搭載の Amazon Echoを導入することを発表した。このような装置の導入は業界初となる。
2018年2月6日、スティーブ・ウィン氏がCEOを辞任し、マット・マドックス氏が後任として就任した。
2018年6月にウィン・ラスベガスでソーラー施設の稼動を開始した。本リゾートは、ウィン・ラスベガスのピーク電力需要の75%を賄い、当時のラスベガスリゾート中で最大の再生可能エネルギー利用比率となった。
2018年12月にWynn Resorts Development Japan合同会社を設立した。
また、2019年夏に東京都千代田区丸の内に日本事務所設立を予定していることを2019年3月に発表した。
2019年6月23日に同社を代表する都市型IRリゾートとして「アンコール・ボストンハーバー」をマサチューセッツ州のエバレット市に開業した。

## ラスベガスとマカオにおけるビジネス現況
ラスベガス・アンコールの開業は世界的な景気低迷と時期が重なった。
そのこともあってか、97台のテーブルに加え857台のスロットマシーンを備えた新リゾートだったものの、リゾート全体の収益はアンコール開業前を下回った。
2009年第一四半期には、マカオ事業の純収益は4億4870万ドルへと減少した。特にVIPテーブルでのゲームが大幅に減少している。このような状態の中、ウィン・リゾーツは、世界的な景気低迷下で大量解雇を行わなかった唯一の統合型リゾート事業者であった。
その後、世界の経済の回復と共に、グループ全体の事業は回復の兆しを見せた。2017年CNBCが伝えたところによると、ウィン・リゾーツの株価は年間44％上がり、ウィン・マカオは現地のトップ企業の１つとなっている。 また、ウィン・マカオの2018年12月期の営業収益は16.3％増の395.9億香港ドル(約5,582億円)となったと報じられている。

## 運営リゾート
| 画像 | ロゴ | プロパティ                   | 場所                             | 開始日        |
| ---- | ---- | ---------------------------- | -------------------------------- | ------------- |
|      |      | ウィン・ラスベガスリゾート   | ラスベガス・ストリップ, ネバダ州 | 2005年4月28日 |
|      |      | ウィン・マカオ               | マカオ                           | 2006年9月6日  |
|      |      | ウィンパレス                 | コタイストリップ, マカオ         | 2016年8月22日 |
|      |      | アンコール・ボストンハーバー | エバレット, MA                   | 2019年6月23日 |